# Pfarrkirche St. Martin im Innkreis

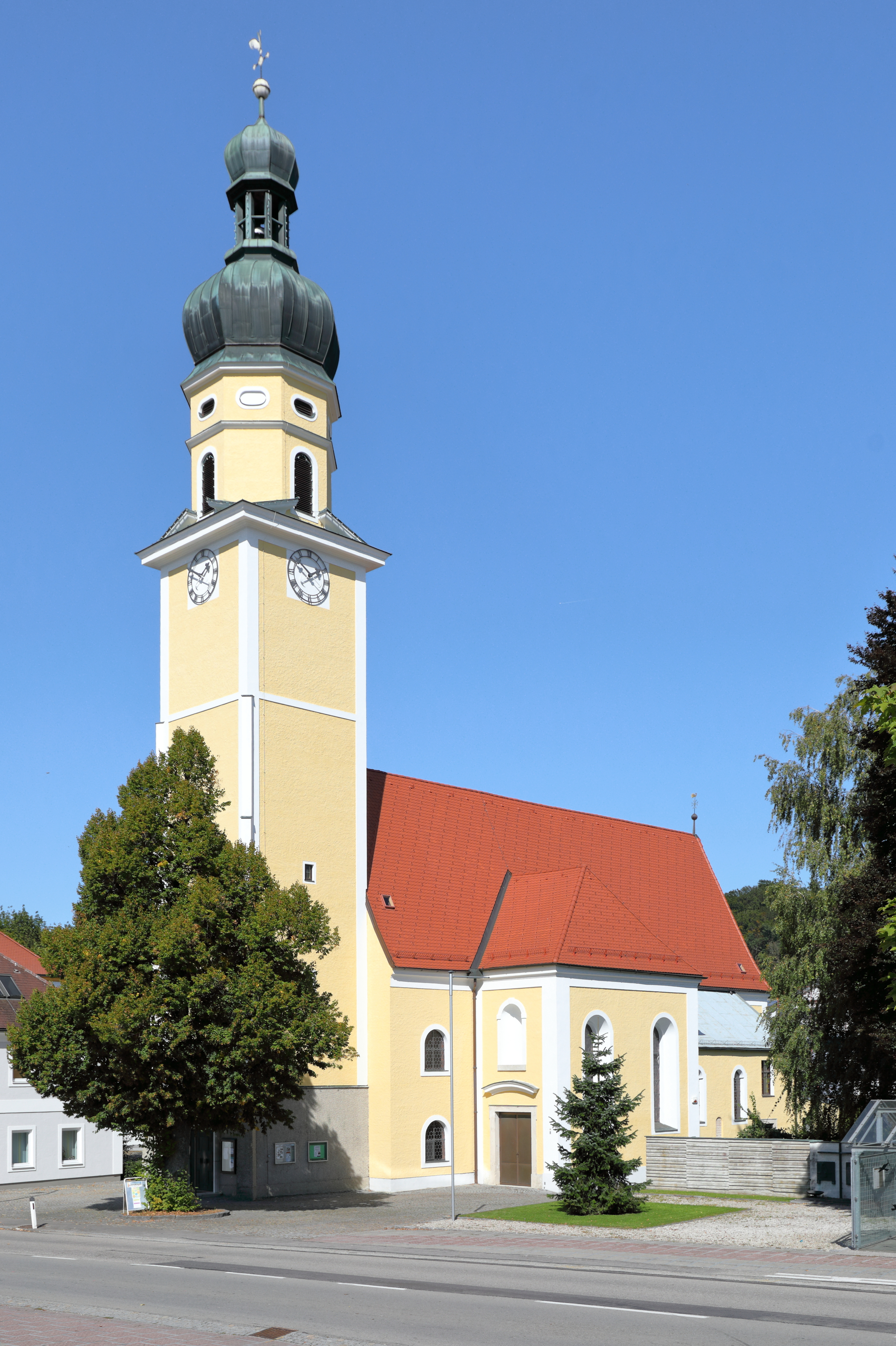
Pfarrkirche hl. Martin in St. Martin im Innkreis

Die Pfarrkirche St. Martin im Innkreis steht im Ort Diesseits in der Marktgemeinde St. Martin im Innkreis in Oberösterreich. Die römisch-katholische Pfarrkirche hl. Martin gehört zum Dekanat Ried im Innkreis in der Diözese Linz. Die Kirche steht unter Denkmalschutz.

## Geschichte
Eine Kirche wurde 1084 urkundlich genannt. Die ursprünglich gotische Kirche wurde 1781 mit Ignaz Prechtler umgebaut.

## Architektur
Der zweijochige Chor hat eine Dreiachtelschluss und abgetreppte Strebepfeiler. Das dreischiffige dreijochige Langhaus hat ein stichkappentonnengewölbtes Mittelschiff und Seitenschiffe mit Flachdecken. Im Mittelschiff und im Chor wurden die gotischen Gewölbe barock verändert. Der Westturm zeigt die Jahresangabe 1594 und ein Blendmaßwerk als Nachklang des Turmes der Stadtpfarrkirche Braunau am Inn, der achtseitige Aufsatz mit Zwiebel und Laterne ist barock.

## Ausstattung

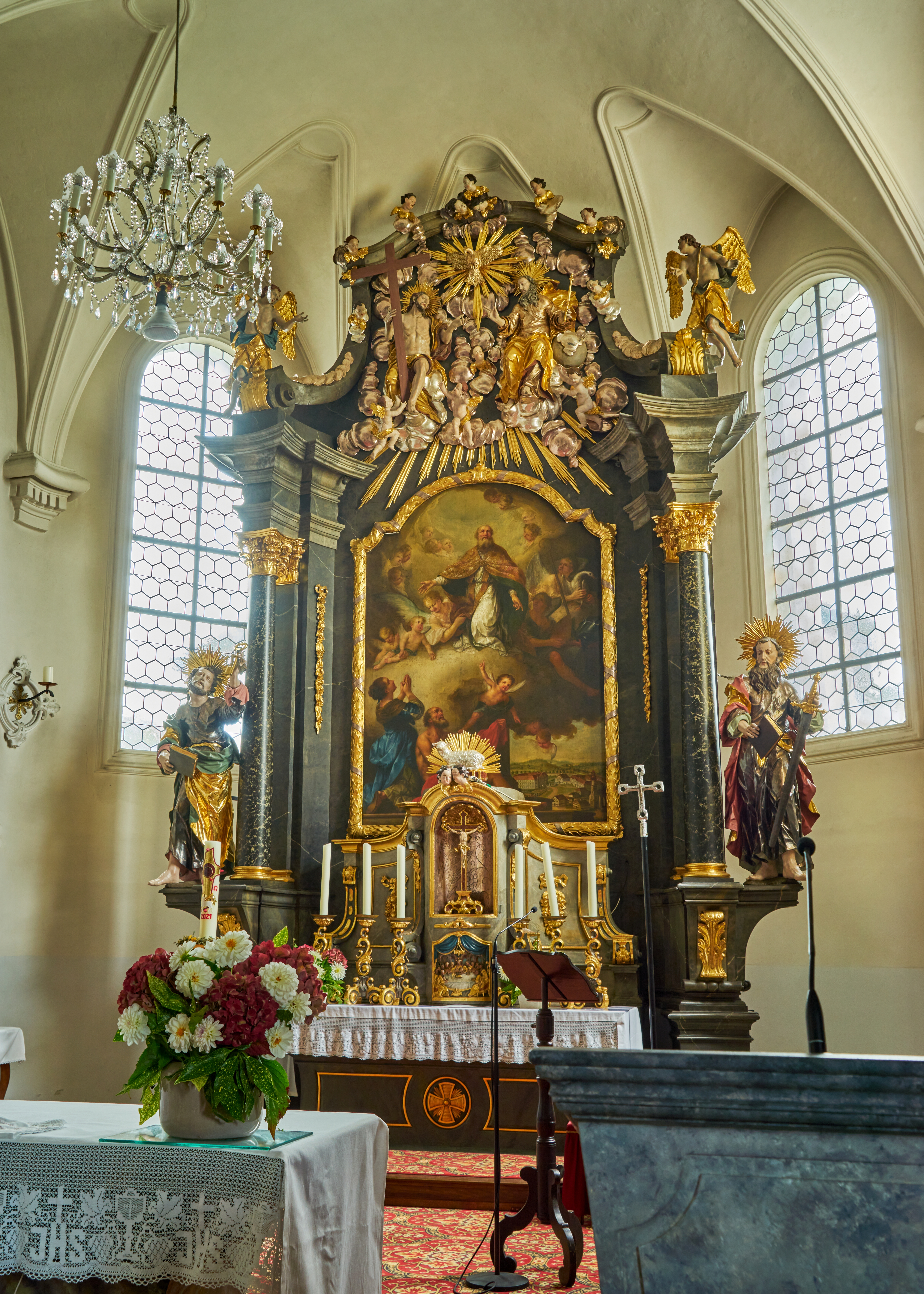
Hochaltar, entstanden 1778 bis 1780

Der Hochaltar aus 1778–1780 wie auch die Seitenaltäre wurden nach einem Entwurf von Franz Jakob Schwanthaler in der Werkstatt seines Vaters Johann Peter Schwanthaler der Ältere ausgeführt. Das Hochaltarblatt und die Seitenaltarblätter malte Christian Wink (1781). Die klassizistische Kanzel ist aus dem Ende des 18. Jahrhunderts.
Die Kreuzwegbilder malte Josef Stephan (1751). Es gibt einen Wappengrabstein zu Hans Chammer aus dem 15. Jahrhundert.